# André Dupuy (évêque)
Pour les articles homonymes, voir André Dupuy et Dupuy.
André Dupuy, né le 13 février 1940 à Soustons dans les Landes, est un archevêque catholique français, nonce apostolique de 1993 à 2015. 

## Biographie
André Dupuy fait ses études universitaires à Bordeaux, au grand séminaire de Dax, au séminaire français et à l’Université grégorienne de Rome où il obtient un doctorat en histoire.
Il est ordonné prêtre le 8 juillet 1972 et il intègre le service diplomatique du Saint-Siège. Ses différentes affectations dans les représentations diplomatiques du Saint-Siège le conduisent successivement, de 1974 à 1993, au Venezuela (en), en Tanzanie (en), aux Pays-Bas (en) (de 1980 à 1983), au Liban (en), en Iran (en), en Irlande (en) et finalement à la mission permanente du Saint-Siège auprès des Nations unies à New York.
Le 6 avril 1993, Jean-Paul II le nomme nonce apostolique aux Bénin, Ghana (en) et Togo avec le titre d'archevêque titulaire (ou in partibus) de Selsea (de), il est consacré le 6 juin suivant par le cardinal Angelo Sodano, secrétaire d'État.
En 2000 il est nommé nonce apostolique au Venezuela (en). Le 24 février 2005, il est transféré à Bruxelles auprès de la Communauté européenne. En 2006, Benoît XVI rajoute à cette mission la charge de nonce apostolique à Monaco (en). Le 15 décembre 2011, il est nommé nonce aux Pays-Bas (en).
Il se retire le 21 mars 2015. Il est désormais chapelain du sanctuaire de Lourdes.